# 申新纺织公司
申新纺织公司是中國歷史上一家私营棉纺织企业。1915年5月，由荣宗敬、荣德生创设于上海。公司第一家纺织厂申新一厂位於白利南路。1917年，荣氏收买了恒昌源纱厂，将其改建为申新二厂。五四运动后，中国人抵制日货，申新业务開始增長，相继在无锡設立申新三廠，在汉口設立申新四厂。1924年，荣家购买了穆藕初创办的德大纱厂，改为申新纺织第五厂，同年又租办了一家常州纱厂，取名申新六厂，1931年解约退租。同時申新又購入上海厚生纺织厂並更名為申新六厂。1929年收購東方紗廠後更名為申新七廠。同年荣宗敬在申新一厂旁建造厂房，是为申新第八厂。1931年，荣氏兄弟从盛宣怀的后人手中购得三新纱厂，并更名为申新九厂。此時分厂已增至9个。1932年，申新九厂迁入澳门路150号。1935年2月26日，汇丰银行因荣氏企业到期无法归还以申新七厂为抵押的200万元贷款本息，以225万元拍卖申新七厂。該廠後來被日本人廉价购进，但由于當時輿論反對此筆拍賣，國民政府一度派實業部長來上海與匯豐銀行交涉，最終拍賣未執行。1936年12月，荣氏与汇丰银行重新订立申新七廠抵押合同，汇丰同意延长贷款期限到1940年12月3日，从1936年9月30日起，利息改以年息七厘计算（原为八厘），以申新全部土地房屋建筑及机器作为抵押品。中國抗日战争期间，除汉口分厂内迁重庆、宝鸡外，余皆相继为日本佔據。1955年，公司所属厂相继公私合营，1966年转为国营。